# Педраса, Хосе (легкоатлет)
Хосе Педраса (исп. José Pedraza Zúñiga), (19 сентября 1937, Мичоакан — 25 мая 1998, Мехико) — мексиканский легкоатлет, серебряный призёр Олимпийских игр 1968 года в спортивной ходьбе, серебряный призёр Панамериканских игр 1967 года.
Принимал участие в отборочных соревнованиях к олимпийским играм 1960 года в Риме в дисциплине бег на 3000 метров с барьерами, однако в национальную сборную отбор не прошел. Ситуация повторилась через 4 года, Педраса также не смог отобраться в национальную олимпийскую сборную к играм 1964 года в Токио на этот раз в забегах на 5000 и 10000 метров, в обеих дисциплинах заняв 4-е место не дававшее право прохода в сборную.
С третьей попытки, перейдя на ходовые дисциплины лёгкой атлетике, спортсмен прошёл отбор в национальную олимпийскую сборную на игры 1968 года в Мексике. В старте на 20 километров ему удалось выиграть серебряную награду олимпиады с результатом 1:34.00, пропустив вперед советского ходока Владимира Голубничего, который обошёл мексиканца всего на 1,7 секунды едва не потеряв победу на последних 300-х метрах дистанции. Некоторые специалисты, отмечают тот факт, что на финише мексиканец перешел на бег, однако на домашнем для спортсмена стадионе этому факту судьи значения не придали,. Спустя три дня спортсмен принял участие в заходе на 50 километров в котором занял итоговое 8 место.